# Vale (oraș)
Vale (georgiană ვალე) este un oraș în Georgia. În 2014 avea 3.646 de locuitori.